# Gorinchem X (schip, 2009)
De Veertaxi Gorinchem X is een veerboot op de Merwede met meerdere taken:
- het onderhouden van de veerdienst tussen Gorinchem, Boven-Hardinxveld, Werkendam en Sleeuwijk.
- inzet als blusboot
- inzet als watertaxi

De werf kreeg de opdracht na een Europese aanbesteding. Het casco is gebouwd in Werkendam en afgebouwd in samenwerking met een aantal andere regionale bedrijven. Er zijn zit- en staanplaatsen aan boord. Daarnaast is er ruimte voor twaalf fietsen.
De gemeente Gorinchem heeft de veerverbinding aangemerkt als Dienst van Algemeen Economisch Belang en de veerverbinding  ondergebracht in een eigen gemeentelijke veerdienst Riveer.
Het schip heeft een brandblusinstallatie met een bluskanon aan boord. De rederij krijgt daarvoor jaarlijks een subsidie van de Veiligheidsregio Midden- en West-Brabant. Een voorwaarde is dan wel, dat het schip binnen tien minuten operationeel moet kunnen zijn. De Gorinchem X wordt ingezet totdat de blusboot uit Dordrecht of Tiel is gearriveerd.
Tijdens de taxidienst wordt er op snelheid gevaren en mogen er maximaal twaalf mensen mee aan boord.